# Guaqui
Guaqui es una localidad y municipio boliviano en la provincia de Ingavi dentro del departamento de La Paz. Se encuentra ubicado a orillas del lago Titicaca a 92 km de la ciudad de La Paz. Está a una altitud de 3811 m s. n. m. con una temperatura de 18 °C promedio y tiene una superficie de 183 km².
En su momento fue uno de los principales puertos del lago. Es sede del Regimiento Lanza V de Caballería del ejército de Bolivia. La administración del municipio depende del Gobierno Autónomo Municipal de Guaqui.

## Toponimia
El nombre de Guaqui se dice proviene del ruido que hace la wacana (Nycticorax nycticorax), un ave de pico y patas largas que suele alimentarse de peces del lago. El graznido que emite es similar a un “wac, wac, wac”, del cual vendría el nombre de la localidad.

## Iglesia de Guaqui

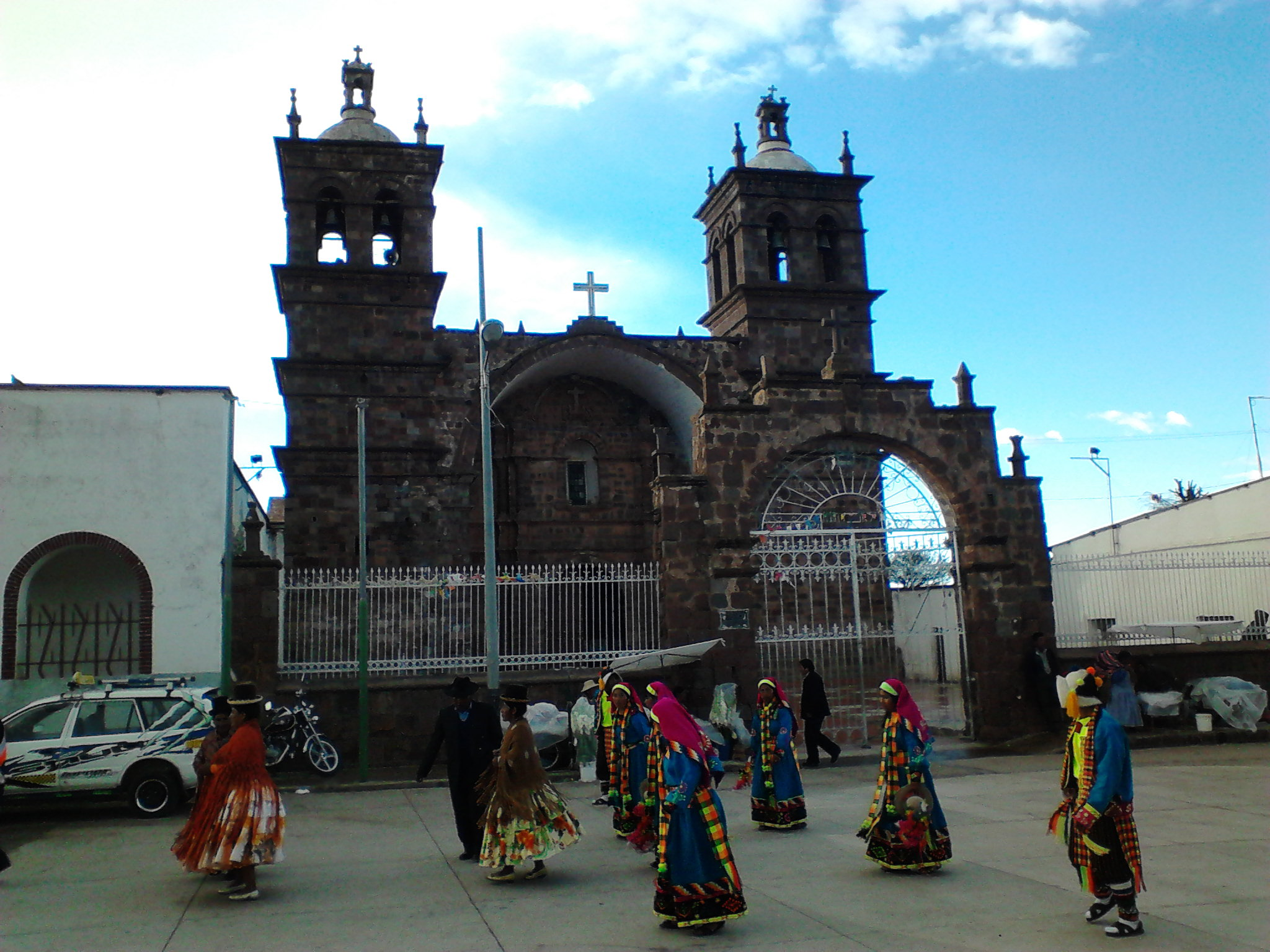
Fotografía de la Iglesia de Guaqui (construida a finales del) durante una fiesta de la Comunidad

Al igual que el resto de las poblaciones que fueron colonizadas cuenta con un templo católico que data de finales del siglo XVIII. El diseño del templo presenta el estilo barroco mestizo, al ingreso se puede observar dos columnas salomónicas con decoraciones de flores y vides.
En su interior presenta un conjunto de retablos barrocos y pintura de caballetes, a la vez cuenta con un museo del Tata Apóstol Santiago Patrono de la región. A este santo se le atribuyen diversos milagros y es por eso que gente de diferentes regiones de Bolivia llegan durante todo el año para hacer bendecir sus movilidades y de esta manera les vaya bien y no tengan desgracias en el camino. La fiesta del santo patrono es el 25 de julio de cada año en la cual se presenta un sincretismo religioso que unifica a los residentes y pobladores. Esta fiesta se desarrolla durante 5 días según programa y tradiciones que siguen los Prestes y Cabezas.
La principal manifestación folklórica es la morenada por lo que se conoce a Guaqui como la "Capital Folklórica de la Morenada", esta danza es interpretada por 9 comparsas.

## Demografía
De acuerdo con el censo boliviano de 2024, la población del municipio de Guaqui es de 8 599 habitantes.
La población del municipio de Guaqui aumentó casi a la mitad de 1992 a 2024: 
| Año  | Habitantes (municipio) | Habitantes (localidad) | Fuente                  |
| ---- | ---------------------- | ---------------------- | ----------------------- |
| 1992 | 5 810                  | 504                    | Censo boliviano de 1992 |
| 2001 | 7 552                  | 695                    | Censo boliviano de 2001 |
| 2012 | 7 278                  | 768                    | Censo boliviano de 2012 |
| 2024 | 8 599                  | -                      | Censo boliviano de 2024 |

### Edad quinquenal
| Censo de 1992 | 2 275 | 39,15 % | 2 905 | 50,01 % | 630   | 10,84 % | 5 810 habitantes |
| Censo de 2001 | 2 493 | 33,01 % | 4 063 | 53,80 % | 996   | 13,19 % | 7 552 habitantes |
| Censo de 2012 | 1 654 | 22,73 % | 4 368 | 60,01 % | 1 256 | 17,26 % | 7 278 habitantes |

## Elecciones

### Subnacionales

#### Elecciones Municipales
| Elecciones de 1995 | Félix Choque Medina         | UCS      | 25,20 % | 282 votos   | 1 119 votos | 1 211 votos | 2 299 personas |
| Elecciones de 1999 | Juan Bautista Calzada       | UCS      | 17,50 % | 231 votos   | 1 320 votos | 1 430 votos | 2 832 personas |
| Elecciones de 2004 | Nixon Mamani Amaru          | MAS-IPSP | 20,59 % | 427 votos   | 2 073 votos | 2 398 votos | 3 676 personas |
| Elecciones de 2010 | Víctor Mamani Condori       | MAS-IPSP | 44,05 % | 1 248 votos | 2 833 votos | 3 409 votos | 3 841 personas |
| Elecciones de 2015 | Beatriz Gladys Arce Mendoza | MPS      | 43,92 % | 1 325 votos | 3 017 votos | 3 450 votos | 4 197 personas |
| Elecciones de 2021 | Edwin Valda Abalo           | MAS-IPSP | 49,08 % | 1 625 votos | 3 311 votos | 3 619 votos | 4 401 personas |

#### Elecciones Departamentales
| Elecciones de 2005 | Manuel Alcides Morales Dávila   | MAS-IPSP | 38,44 % | 782 votos   | 2 034 votos | 2 472 votos | 2 831 personas |
| Elecciones de 2010 | César Hugo Cocarico Yana        | MAS-IPSP | 53,16 % | 1 248 votos | 2 833 votos | 3 409 votos | 3 841 personas |
| Elecciones de 2015 | Felipa Huanca Llupanqui         | MAS-IPSP | 38,86 % | 1 055 votos | 2 715 votos | 3 450 votos | 4 197 personas |
| Elecciones de 2021 | Franklin Richard Flores Córdova | MAS-IPSP | 42,64 % | 1 326 votos | 3 110 votos | 3 620 votos | 4 401 personas |
| Balotaje de 2021   | Franklin Richard Flores Córdova | MAS-IPSP | 53,89 % | 1 731 votos | 3 212 votos | 3 414 votos | 4 400 personas |

### Nacionales

#### Elecciones Generales
| Elecciones de 1997 | Remedios Loza Alvarado | CONDEPA  | 55,96 % | 803 votos   | 1 435 votos | 1 607 votos | 2 565 personas |
| Elecciones de 2002 | Felipe Quispe Huanca   | MIP      | 40,17 % | 809 votos   | 2 014 votos | 2 383 votos | 3 338 personas |
| Elecciones de 2005 | Evo Morales Ayma       | MAS-IPSP | 72,28 % | 1 541 votos | 2 132 votos | 2 476 votos | 2 831 personas |
| Elecciones de 2009 | Evo Morales Ayma       | MAS-IPSP | 94,82 % | 2 986 votos | 3 149 votos | 3 481 votos | 3 639 personas |
| Elecciones de 2014 | Evo Morales Ayma       | MAS-IPSP | 87,26 % | 2 911 votos | 3 336 votos | 3 620 votos | 4 091 personas |
| Elecciones de 2020 | Luis Arce Catacora     | MAS-IPSP | 89,99 % | 3 219 votos | 3 577 votos | 3 796 votos | 4 401 personas |

## Turismo
El turismo en Guaqui está relacionado con su proximidad al lago Titicaca y su relación con la historia  de los ferrocarriles de Bolivia. Algunas ofertas de visitas se realizan al museo de locomotoras y a circuitos en el buque de la Armada Mosoj Huayna.
En 2024 unas arqueólogas bolivianas descubrieron una embarcación del siglo XIX en el lago Titicaca, específicamente en el puerto de Guaqui, lo que indica que éste tuvo una mayor importancia dentro de una red de transporte fluvial. Este descubrimiento, parte de un proyecto financiado por la Unesco, también reveló la existencia de antiguos muelles prehispánicos y coloniales bajo las aguas del puerto actual.